# U 1006
U 1006 war ein deutsches Unterseeboot des Typs VII C, ein sogenanntes „Atlantikboot“. Es wurde durch die Kriegsmarine während des U-Boot-Krieges im Nordatlantik eingesetzt.

## Technische Daten
Ein Typ VII C-Boot erreichte, getrieben von zwei Dieselmotoren bei der Überwasserfahrt eine Geschwindigkeit von 17 Knoten, hatte eine maximale Reichweite von 6500 sm und konnte unter Wasser mithilfe der zwei Elektromotoren 7,8 Knoten Fahrt machen, bei einer maximalen Reichweite von 80 sm.

## Kommandant
- 11. Januar 1944 bis 16. Oktober 1944 Oblt.z.S. Horst Voigt

## Einsatz und Geschichte
U 1006 fuhr vom 11. Januar bis zum 31. August 1944 als Ausbildungsboot bei der 31. U-Flottille (Hamburg) und wurde am 1. September 1944 der 11. U-Flottille (Bergen) als Frontboot zugeteilt.
Verlegungsfahrt – U 1006 verlässt Kiel am 13. September 1944 und läuft am 16. September 1944 in Bergen ein.
Feindfahrt – U 1006 verlässt Bergen am 9. Oktober 1944 zur ersten Feindfahrt und versenkt sich am 16. Oktober 1944 selbst.

### Versenkung
Am 16. Oktober 1944 wurde U 1006 im Eismeer südwestlich der Färöer von den kanadischen Fregatten HMCS Annan (K.404), HMCS Loch Achanalt (K.424) und HMCS Outremont (K.322) entdeckt und durch 28 Wasserbomben der HMCS Annan (K.404) zum Auftauchen gezwungen.
Da U 1006 tauchunklar war, versuchte es in der Dunkelheit zu entkommen. Durch das Radar der HMCS Annan (K.404) konnte es jedoch geortet werden.
Als die HMCS Annan (K.404) auf das U-Boot zulief, schoss U 1006 einen Torpedo ab, der jedoch hinter dem Schiff explodierte.
Im Schein von abgeschossenen Leuchtgranaten konnte das U-Boot dann über Wasser gesichtet werden. U 1006 schoss mit der Bordflak auf die herannahende Fregatte und verwundete dabei acht Besatzungsmitglieder der HMCS Annan (K.404).
Nach einem ca. zwanzigminütigen Artilleriegefecht (bei dem sechs Männer des U-Bootes starben) befahl Kommandant Horst Voigt das U-Boot zu verlassen und selbst zu versenken. Nach der bereits eingeleiteten Selbstversenkung lief die HMCS Annan (K.404) nochmals zum U-Boot zurück und warf zwei Wasserbomben auf das schon im Sinken befindliche U-Boot.
Die Überlebenden von U 1006 wurden von der kanadischen Fregatte HMCS Oultremount (K.322) aufgenommen.
U 1006 sank im Eismeer südwestlich der Färöer, 60° 59′ N, 4° 49′ W.